# Ljiljanovke
Ljiljanovke (lierovnice, ljiljani, lukovi, lat. Liliaceae) velika su porodica jednosupnica iz reda ljiljanolikih (liliales) s približno 250 rodova i oko 3 000 vrsta raširenih u svim područjima Zemlje koje su najčešće višegodišnje zeleni s podzemnim stabljikama, rjeđe grmovi ili drveće. 

## Opis
Liliaceae, porodica ljiljana iz reda cvjetnica Liliales, sa 16 rodova i 635 vrsta biljaka i grmlja, porijeklom prvenstveno iz umjerenih i suptropskih regija. Članovi porodice obično imaju šesterodijelne cvjetove i trokomorne kapsulaste plodove; povremeno su plodovi bobičasto voće. Listovi obično imaju paralelne žile i skupljeni su pri dnu biljke, ali mogu naizmjenično ići duž stabljike ili biti raspoređeni u čvorove (nodije). Većina vrsta ima strukturu podzemnog skladištenja, kao što je lukovica.
Porodica je važna zbog brojnih vrtnih ukrasa i sobnih biljaka, posebno eritronijuma, kockavica (Fritillaria), ljiljana (Lilium) i tulipana (Tulipa).
Imaju pravilne, dvospolne, često živo obojene cvjetove. Cvjetovi većinom imaju po 6 latica i 6 prašnika. Podzemne stabljike razvijene i sadrže hranjive tvari. Plodovi su tobolci ili bobe. Listovi su obično dugački s usporednim provodnim žilama. Neke su vrste otrovne, neke ljekovite, a neke se uzgajaju za ukras.

## Potporodice i rodovi
Porodica,se sastoji od pet potporodice
1. Familia Liliaceae Juss. (813 spp.)
  1. Subfamilia Tricyrtidoideae Thorne & Reveal
    1. Tricyrtis Wall. (26 spp.)

  2. Subfamilia Streptopoideae Mabb. ex Reveal
    1. Streptopus Michx. (10 spp.)
    2. Scoliopus Torr. (2 spp.)
    3. Prosartes D. Don (5 spp.)

  3. Subfamilia Calochortoideae Thorne & Reveal ex Reveal
    1. Calochortus Pursh (77 spp.)

  4. Subfamilia Medeoloideae M. N. Tamura
    1. Medeola L. (1 sp.)
    2. Clintonia Raf. (5 spp.)

  5. Subfamilia Lilioideae Eaton
    1. Tribus Tulipeae Duby
      1. Gagea Salisb. (227 spp.)
      2. Amana Honda (6 spp.)
      3. Tulipa L. (137 spp.)
      4. Erythronium L. (33 spp.)

    2. Tribus Lilieae Lam. & DC.
      1. Notholirion Wall. ex Voigt (4 spp.)
      2. Cardiocrinum (Endl.) Lindl. (3 spp.)
      3. Fritillaria L. (155 spp.)
      4. Lilium L. (122 spp.)

- Žuto baloće (Gagea lutea)
- Velikocvjetni pasji zub (Erythronium grandiflorum)